# Ота (Ґумма)

36°17′30″ пн. ш. 139°22′33″ сх. д. / 36.29167° пн. ш. 139.37583° сх. д.
О́та (яп. 太田市, おおたし, МФА: [oːta ɕi̥]) — місто в Японії, в префектурі Ґумма.

## Короткі відомості
Розташоване в південно-східній частині префектури. Виникло на основі середньовічного прихрамового містечка біля буддистського монастиря Дайокоїн, ченці якого виховували безпритульних дітей. У ранньому новому часі було постоялим і торговельним містечком на Ніккоському шляху. Отримало статус міста 3 травня 1948 року. Основою економіки є автомобілебудування, машинобудування та виготовлення електротоварів. В місті розташовані заводи компанії Fuji Heavy Industries, що випускає автомобілі Субару. Станом на 1 жовтня 2007 площа міста становила 176,49 км². Станом на 1 серпня 2008 населення міста становило 214 715 осіб.

## Освіта
- Ґуммівський університет (додатковий кампус)

## Уродженці
- Нітта Йосісада — самурайський полководець, ліквідатор Камакурського сьоґунату.
- Такада Юдзі — борець вільного стилю, бронзовий призер та чотириразовий переможець чемпіонатів світу, чемпіон та срібний призер Азійських ігор, срібний призер Кубку світу, бронзовий призер та чемпіон Олімпійських ігор.